# Drosera roraimae
Drosera roraimae (Klotzsch ex Diels) Maguire & Laundon, 1957  è una pianta carnivora della famiglia delle Droseracee.

## Distribuzione e habitat
Endemica dell'America centro-meridionale, reperita in Brasile, Guyana e Venezuela.
L'epiteto specifico "roraimae" si riferisce al monte Roraima, il più famoso dei numerosi tepuis che costellano la regione della Gran Sabana nello Stato venezuelano di Bolívar, dove il tipo nomenclaturale è stato raccolto.

## Tassonomia
Descritta originalmente come una varietà di Drosera montana prima di essere elevata al rango di specie nel 1957.